# Puig de Portugal
El Puig de Portugal és una muntanya de 176 metres que es troba al municipi de Santa Cristina d'Aro, a la comarca catalana del Baix Empordà.